# Tales of Dark
Tales of Dark — готик-думовая формация из города Novi Sad (Сербия), существующая с 2003 года. За это время группа успела записать демо CD, отыграть много концертов, а также засветиться на нескольких телевизионных шоу, на радио и дать несколько интервью, которые были опубликованы в различных журналах, фэн- и вебзинах.

## История
Упомянутое выше демо U Kori Tame, ставшее первой студийной работой группы, было записано в начале 2003 года. Оно было принято на ура как простыми слушателями, так и фэн- и вебзинами, а также местными радиостанциями. Первая работа представляла собой соединение таких стилей, как дум- и готик-метал. В 2004 году группа начала работу над новым материалом и отыграла около двадцати концертов. В июле 2004 года Tales Of Dark выступили на фестивале EXIT и месяцем позже на важном для группы Zajecar Guitar Festival, после которого жюри присудило им второе, а слушатели третье место из 120 молодых команд, представивших свой демо-материал.
В январе 2005 года было записано шесть новых песен в стиле готик-дума, и затем, летом 2006 года, был выпущен альбом Fragile Monuments. Между двумя этими событиями группа выступала дважды на фестивале EXIT вместе с Napalm Death, Agnostic Front, Moonspell и другими.

## Дискография
- 2003 U Kori Tame (Demo)
- 2006 Fragile Monuments (Solitude Productions)
- 2009 Perdition Calls

## Состав
- Arpad Takac — вокал
- Jovana Karajanov — вокал
- Kristijan Zavodski — гитары
- Nikola Cavar — гитары
- Andras Ispan — бас
- Davor Menzildzic — клавиши
- Darko Stojanovic — барабаны